# Amalda bathamae
Amalda bathamae là một loài ốc biển nước sâu cỡ nhỏ, a marine động vật chân bụng động vật thân mềm trong họ Olividae, ốc ôliu.